# Адміністративний поділ Екваторіальної Гвінеї

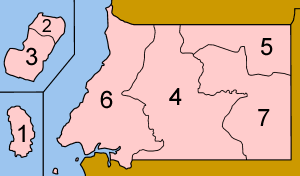
Провінції Екваторіальної Гвінеї.

Одиницею адміністративного поділу Екваторіальної Гвінеї є провінція. Країна поділяється на 7 провінцій, з них 2 розташовані на острові Біоко, 1 на острові Аннобон і 4 в межах континентальної частини країни (Мбіні):
1. Аннобон (Сан-Антоніо-де-Пале)
2. Бйоко Норте (Малабо)
3. Бйоко Сур (Луба)
4. Сентро-Сур (Евінайонґ)
5. Ке-Нтем (Ебебіїн)
6. Літорал (Бата)
7. Веле-Нзас (Монґомо)

У свою чергу провінції входять в два регіони: Острівний і Континентальний (Мбіні або Ріо-Муні).